# 年長
年長（としなが、生没年不詳）とは、明治時代の浮世絵師。

## 来歴
月岡芳年の門人、作画期は明治とされる。明治31年（1898年）建立の月岡芳年翁之碑に、芳年門人として「年長」の名が見られるが、その他の経歴や作については不明。